# Cuyabeno (kanton)
Cuyabeno – kanton w prowincji Sucumbíos, w Ekwadorze. Stolicą kantonu jest Tarapoa.